# 上海德國郵局
德國郵局是上海市的一座歷史建築，位於黃浦區四川中路200號。德國郵局竣工於1905年，外觀是古典主義風格，倍高洋行設計。第一次世界大戰後，招商輪船局接管了這棟建築，改名為電報大樓。現在該建築由上海市木材總公司使用。德国邮局被列入上海市第五批優秀歷史建築名單。